# Caucus van Wyoming 2008
De caucus van Wyoming is een voorverkiezing die voor de Republikeinen op 5 januari werden gehouden en voor de Democraten op 8 maart en 24 mei.

## Democraten
In deze dunbevolkte, Republikeins stemmende staat won Barack Obama de Democratische caucuses met 61%. Hillary Clinton kreeg 38%. Deze staat is achttien gedelegeerden waard.

### County caucuses
Caucus datum: 8 maart 2008
Aantal gedelegeerden: 12
| Wyoming Democratische county caucus 2008 | Wyoming Democratische county caucus 2008 | Wyoming Democratische county caucus 2008 | Wyoming Democratische county caucus 2008 | Wyoming Democratische county caucus 2008 |
| Kandidaat                                | Stemmen                                  | Percentage                               | Gedelegeerden uit het kiesdistrict       | Nationale gedelegeerden                  |
| ---------------------------------------- | ---------------------------------------- | ---------------------------------------- | ---------------------------------------- | ---------------------------------------- |
| Barack Obama                             | 5.378                                    | 61,44%                                   | 4                                        | 7                                        |
| Hillary Clinton                          | 3.311                                    | 37,83%                                   | 3                                        | 5                                        |
| Overige                                  | 64                                       | 0,73%                                    | 0                                        | 0                                        |
| Totaal                                   | 8.753                                    | 100,00%                                  | 7                                        | 12                                       |

### Staatconventie
Datum conventie: 24 mei 2008
Aantal gedelegeerden: 5
| Wyoming Democratische staatconventie 2008 | Wyoming Democratische staatconventie 2008 | Wyoming Democratische staatconventie 2008 | Wyoming Democratische staatconventie 2008 | Wyoming Democratische staatconventie 2008 |
| Kandidaat                                 | At-Large and PLEO gedelegeerden           | Percentage                                | Nationale gedelegeerden                   |                                           |
| ----------------------------------------- | ----------------------------------------- | ----------------------------------------- | ----------------------------------------- | ----------------------------------------- |
| Barack Obama                              | -                                         | 0,00%                                     | 7                                         |                                           |
| Hillary Clinton                           | -                                         | 0,00%                                     | 5                                         |                                           |
| Totaal                                    | 5                                         | 0,00%                                     | 12                                        |                                           |

## Republikeinen
De Republikeinen hielden op 5 januari een caucus in Wyoming. Het aantal afgevaardigden dat de staat mag afzenden naar de Republikeinse conventie is verminderd, omdat de caucus tegen nationale regels in was vervroegd. Er werd weinig campagne gevoerd in de staat. Mitt Romney won met acht verkozen afgevaardigden (67%), Fred Thompson won er drie (25%), en Duncan Hunter een (8%).
| Iowa Republikeinse caucus 2008 | Iowa Republikeinse caucus 2008 | Iowa Republikeinse caucus 2008 | Iowa Republikeinse caucus 2008 |
| Kandidaat                      | Gedelegeerden                  | Percentage                     | Afgevaardigden                 |
| ------------------------------ | ------------------------------ | ------------------------------ | ------------------------------ |
| Mitt Romney                    | 8                              | 66,67%                         | 5                              |
| Fred Thompson                  | 3                              | 25%                            | 1                              |
| Duncan Hunter                  | 1                              | 8,33%                          | 1                              |
| John McCain                    | 0                              | 0%                             | 1                              |
| Mike Huckabee                  | 0                              | 0%                             | 0                              |
| Ron Paul                       | 0                              | 0%                             | 0                              |
| Rudy Giuliani                  | 0                              | 0%                             | 0                              |
| Neutraal                       | 0                              | 0%                             | 4                              |
| Totaal                         | 12                             | 100%                           | 12                             |